# Ulf Dahlén
Ulf Reinhold Dahlén (* 21. ledna 1967 v Östersundu) je bývalý švédský hokejový útočník, trenér a skaut. Působil jako hlavní trenér švédského klubu Frölunda HC a později HV71.

## Hráčská kariéra
Profesionální kariéru mezi seniory začal v rodném městě, v klubu Östersunds IK, který hrál druhou nejvyšší švédskou ligu Division 1. V klubu hrával do ročníku 1984/85 a po úspěšné štace v Mistrovství Evropy juniorů v roce 1985 byl vyhlášen nejlepším juniorským hráčem švédska. V létě roku 1985 byl draftován týmem New York Rangers v prvním kole ze 7. místa. Po draftu se rozhodl zůstat ještě dva roky ve Švédsku, kde hrával v nejvyšší soutěži Elitserien za klub IF Björklöven, se kterým v ročníku 1986/87 vyhrál Le Matův pohár.
První sezónu v zámoří načal 1987/88, za klub New York Rangers, který si ho vybral v draftu. V sezóně odehrál dva zápasy v nižší zámořské lize IHL za klub Colorado Rangers, kde si připsal dva góly a dvě asistence. S klubem Rangers si v prvním ročníku nezahrál playoff. Za Rangers hrával do sezóny 1989/90, v březnu 1990 byl vyměněn do týmu Minnesota North Stars za kanadského útočníka Mike Gartner. V týmu Minnesota North Stars strávil čtyři sezóny, ve kterých si připsal svůj osobní rekord v kanadských bodech, ve vstřelených gólech a nasbíraných asistencí za jednu sezónu. V sezóně 1990/91 si s týmem zahrál finále playoff, ve kterém prohráli 2:4 nad týmem Pittsburgh Penguins.
Po sezóně 1992/93 se klub Minnesota North Stars přestěhoval do města Dallas, který nesl název Dallas Stars. V březnu 1994 byl vyměněn do týmu San Jose Sharks za amerického obránce Douga Zmolka a Mike Lalora. Za Shrarks se trápil se zraněním a tím šli jeho statistiky a výkon dolu. To vedlo na konci ledna 1997 na následující změny, které se týkalo Dahléna a dalších dvou spoluhráčů, kteří byli vyměněni do týmu Chicago Blackhawks za kanadského brankáře Eda Belfoura. Za Blackhawks však dohrál sezónu 1996/97 a s týmem si zahrál playoff. Po deseti letech v zámoří se vrátil do rodné země, podepsal dvouletou smlouvu s klubem HV71 působící v nejvyšší švédské lize Elitserien. V prvním ročníku pomohl týmu k postupu do playoff ale Dahlén nenastoupil. Za svoje výkony byl odměněn do All-Star Team a vyhrál trofej zlatý puk (pro nejlepšího hráče ligy). Později si zahrál s reprezentaci první olympijské hry a mistrovství světa, kde s reprezentací vybojovali zlaté medaile. Ve druhém ročníku za klub HV71 se neprobojovali do playoff.
Po skončení smlouvy se vrátil zpět do zámoří, podepsal smlouvu s klubem Washington Capitals. Za Capitals strávil tři sezóny a před posledním ročním v organizací Capitals 2001/02, přišel do klubu český útočník Jaromír Jágr, se kterým hrál nejvíce na ledě společně ještě s Adamem Oatesem. Po skončení sezóny získal management do Capitals útočníky Roberta Langa a Kipa Millera. Dahlén po klubu požadoval dvouletý kontrakt s ročním příjmem dvou milionů dolarů. Vedení klubu nabídku nepřijalo a stal se nadbytečným hráčem, jeho místo v lajně mezi Jeffem Halpernem a Steven Konowalchukem zaujmul ruský útočník Andrej Nikolišin. Jeho hráčsky agent mu sehnal staronové místo v Dallasu Stars, kde podepsal jednoletou smlouvu .
16. listopadu 2002 v zápase proti Coloradu Avalanche vstřelil v jedenácte minutě branku na 2:1, asistoval mu americký útočník Mike Modano, pro kterého to byl 1000 bod v NHL. Modano se tímto stal teprve pátým hráčem americké národnosti, kterému se to podařilo.
Dallas Stars se stal posledním klubem v hráčské kariéře, ve kterém odehrál celkem s playoff 83 zápasů. Po dokončené sezóně a jeho smlouvy mu generální manažer klubu Doug Armstrong sdělil, že mu nenabídne novou smlouvu a chce se zaměřit na mladší hráče . Po neprodloužení smlouvy se rozhodl ukončit hráčskou kariéru.

## Trenérská kariéra
Po jeho odchodu z hráčské kariéry působil dva roky jako asistent trenéra švédské reprezentace . S reprezentací získal v mistrovství světa 2004. V roce 2005 se vrátil do organizace Dallas Stars, pracoval pro klub sledování hráčů v evropských zemích. Od sezóny 2006/07 působil v Dallasu jako asistent hlavního trenéra Dave Tippett. Po třech letech v zámoří se vrátil zpět do rodné země, působil v týmu Frölunda HC jako hlavní trenér. Ve své první sezoně dovedl tým na třetí místo v základní sezóně, ale tým nedokázal v semifinále playoff porazit klub HV71. V následujícím ročníku se klub umístil v základní části na sedmém místě, tým Frölunda HC prohrál hned v prvním fázi čtvrtfinále playoff nad týmem Linköpings HC 3:4 na série. V dubnu 2010 byl propuštěn z klubu. V sezóně 2011/2012 se vrátil zpět do role hlavního trenéra v lize Elitserien. Trenérem v klubu HV71 působil v letech 2011–2014. 15. prosince 2013 byl odvolán, byl nahrazen švédským trenérem Torgnym Bendelinem.

## Ocenění a úspěchy
- 1985 Nejlepší juniorský hráč švédska
- 1985 MEJ – Nejlepší útočník
- 1985 MEJ – All-Star Tým
- 1987 MSJ – All-Star Tým
- 1987 MSJ – Nejlepší střelec
- 1987 MSJ – Nejproduktivnější hráč
- 1993 MS – All-Star Tým
- 1998 SEL – All-Star Tým
- 1998 SEL – Zlatý puk

## Prvenství
- Debut v NHL – 8. října 1987 (New York Rangers proti Pittsburgh Penguins)
- První gól v NHL – 23. října 1987 (New York Rangers proti Chicago Blackhawks, kanadskému brankáři Darren Pang)
- První hattrick v NHL – 23. října 1987 (New York Rangers proti Chicago Blackhawks)
- První asistence v NHL – 24. října 1987 (Philadelphia Flyers proti New York Rangers)

## Klubové statistiky
| Sezóna       | Klub                  | Soutěž       |     | Základní část | Základní část | Základní část | Základní část | Základní část |    | Play off | Play off | Play off | Play off | Play off |
| Sezóna       | Klub                  | Soutěž       | Z   | G             | A             | B             | TM            | Z             | G  | A        | B        | TM       |          |          |
| 1983/1984    | Östersunds IK         | Div. 1       | 31  | 15            | 11            | 26            | 18            | —             | —  | —        | —        | —        |          |          |
| 1984/1985    | Östersunds IK         | Div. 1       | 31  | 27            | 26            | 53            | 24            | —             | —  | —        | —        | —        |          |          |
| 1985/1986    | IF Björklöven         | SEL          | 22  | 4             | 3             | 7             | 8             | —             | —  | —        | —        | —        |          |          |
| 1986/1987    | IF Björklöven         | SEL          | 31  | 9             | 12            | 21            | 20            | 6             | 6  | 2        | 8        | 2        |          |          |
| 1987/1988    | Colorado Rangers      | IHL          | 2   | 2             | 2             | 4             | 0             | —             | —  | —        | —        | —        |          |          |
| 1987/1988    | New York Rangers      | NHL          | 70  | 29            | 23            | 52            | 26            | —             | —  | —        | —        | —        |          |          |
| 1988/1989    | New York Rangers      | NHL          | 56  | 24            | 19            | 43            | 50            | 4             | 0  | 0        | 0        | 0        |          |          |
| 1989/1990    | New York Rangers      | NHL          | 63  | 18            | 18            | 36            | 30            | —             | —  | —        | —        | —        |          |          |
| 1989/1990    | Minnesota North Stars | NHL          | 13  | 2             | 4             | 6             | 0             | 7             | 1  | 4        | 5        | 2        |          |          |
| 1990/1991    | Minnesota North Stars | NHL          | 66  | 21            | 18            | 39            | 6             | 15            | 2  | 6        | 8        | 4        |          |          |
| 1991/1992    | Minnesota North Stars | NHL          | 79  | 36            | 30            | 66            | 10            | 7             | 0  | 3        | 3        | 2        |          |          |
| 1992/1993    | Minnesota North Stars | NHL          | 83  | 35            | 39            | 74            | 6             | —             | —  | —        | —        | —        |          |          |
| 1993/1994    | Dallas Stars          | NHL          | 65  | 19            | 38            | 57            | 10            | —             | —  | —        | —        | —        |          |          |
| 1993/1994    | San Jose Sharks       | NHL          | 13  | 6             | 6             | 12            | 0             | 14            | 6  | 2        | 8        | 0        |          |          |
| 1994/1995    | San Jose Sharks       | NHL          | 46  | 11            | 23            | 34            | 11            | 11            | 5  | 4        | 9        | 0        |          |          |
| 1995/1996    | San Jose Sharks       | NHL          | 59  | 16            | 12            | 28            | 27            | —             | —  | —        | —        | —        |          |          |
| 1996/1997    | San Jose Sharks       | NHL          | 43  | 8             | 11            | 19            | 8             | —             | —  | —        | —        | —        |          |          |
| 1996/1997    | Chicago Blackhawks    | NHL          | 30  | 6             | 8             | 14            | 10            | 5             | 0  | 1        | 1        | 0        |          |          |
| 1997/1998    | HV71                  | SEL          | 29  | 9             | 22            | 31            | 16            | —             | —  | —        | —        | —        |          |          |
| 1998/1999    | HV71                  | SEL          | 25  | 14            | 15            | 29            | 4             | —             | —  | —        | —        | —        |          |          |
| 1999/2000    | Washington Capitals   | NHL          | 75  | 15            | 23            | 38            | 8             | 5             | 0  | 1        | 1        | 2        |          |          |
| 2000/2001    | Washington Capitals   | NHL          | 73  | 15            | 33            | 48            | 6             | 6             | 0  | 1        | 1        | 2        |          |          |
| 2001/2002    | Washington Capitals   | NHL          | 69  | 23            | 29            | 52            | 8             | —             | —  | —        | —        | —        |          |          |
| 2002/2003    | Dallas Stars          | NHL          | 63  | 17            | 20            | 37            | 14            | 11            | 1  | 3        | 4        | 0        |          |          |
| Celkem v NHL | Celkem v NHL          | Celkem v NHL | 966 | 301           | 354           | 655           | 230           | 85            | 15 | 25       | 40       | 12       |          |          |

## Reprezentace
| Rok            | Tým            | Soutěž         | Z  | G  | A  | B  | TM |
| -------------- | -------------- | -------------- | -- | -- | -- | -- | -- |
| 1985           | Švédsko 18     | MEJ            | 5  | 7  | 4  | 11 |    |
| 1986           | Švédsko 20     | MSJ            | 7  | 3  | 4  | 7  | 4  |
| 1987           | Švédsko 20     | MSJ            | 7  | 7  | 8  | 15 | 2  |
| 1989           | Švédsko        | MS             | 10 | 2  | 2  | 4  | 2  |
| 1991           | Švédsko        | KP             | 6  | 2  | 1  | 3  | 5  |
| 1993           | Švédsko        | MS             | 6  | 5  | 2  | 7  | 0  |
| 1996           | Švédsko        | SP             | 4  | 1  | 1  | 2  | 0  |
| 1998           | Švédsko        | OH             | 4  | 1  | 0  | 1  | 2  |
| 1998           | Švédsko        | MS             | 10 | 3  | 3  | 6  | 0  |
| 2002           | Švédsko        | OH             | 4  | 1  | 2  | 3  | 0  |
| 2002           | Švédsko        | MS             | 9  | 5  | 2  | 7  | 0  |
| Celkem v MSJ   | Celkem v MSJ   | Celkem v MSJ   | 14 | 10 | 12 | 22 | 6  |
| Celkem v MS    | Celkem v MS    | Celkem v MS    | 35 | 15 | 9  | 24 | 2  |
| Celkem v KP/SP | Celkem v KP/SP | Celkem v KP/SP | 10 | 3  | 2  | 5  | 5  |
| Celkem v OH    | Celkem v OH    | Celkem v OH    | 8  | 2  | 2  | 4  | 2  |